# Bimin jezik
Bimin jezik (ISO 639-3: bhl), transnovogvinejski jezik kojim govori 2 250 ljudi (2003 SIL) u provinciji Sandaun u Papui Novoj Gvineji. Pripada skupini ok-awyu, užoj skupini ok i planinskoj ok podskupini.
Najsličniji je jeziku Faiwol [fai]. Ima dva dijalekta: bim i nimtep weng. Pripadnici etničke gruipe Bimin često se žene s pripadnicima jačeg plemena Oksapmin

## Vanjske poveznice
- Ethnologue (14th)
- Ethnologue (15th)